# Wiz 'n' Liz
Wiz 'n' Liz: The Frantic Wabbit Wescue är ett actionplattformsspel från 1993 utgivet av Psygnosis till Amiga och Sega Mega Drive. 
Wiz och Liz är två magiker som lever på planeten Pum. De gör magiska drycker, sysslar med trolleri och sköter om sina kaniner, så kallade "wabbits". När framställningen av en ny trolldryck en dag  går fel, försvinner plötsligt deras wabbits. Wiz och Liz bestämmer sig för att bege sig iväg och leta reda på dom igen. 
Varje bana är tidsbegränsad, men kan förlängas genom att hitta speciella objekt. Man kan spela både som Wiz och Liz och man kan även välja att vara två spelare. 